# アランビ・エミシュ
アランビ・エミシュ（Aramby Ibragimovich Yemizh 1953年2月9日- ）は、旧ソビエト連邦の柔道選手。アディゲ共和国出身。階級は60kg級。身長165cm。 

## 人物
1979年のプレオリンピック60kg級で3位になるが、世界選手権では5位だった。1980年モスクワオリンピックでは銅メダルを獲得した。

## 主な戦績
- 1977年 - ポーランド国際　優勝
- 1978年 - オランダ国際　2位
- 1979年 - ソ連国際　優勝
- 1979年 - ハンガリー国際　2位
- 1979年 - プレオリンピック　3位
- 1979年 - 世界選手権　5位
- 1980年 - モスクワオリンピック　3位